# Verena & Nadine
Verena & Nadine ist ein deutsches Schlagerduo, bestehend aus den Zwillingsschwestern Verena und Nadine Büning.
Verena und Nadine Büning traten im Alter von sieben Jahren dem Musikverein Ahaus bei. Sie lernten mehrere Instrumente und nahmen Gesangsunterricht. 2014 nahmen sie an der „Sommerhitparade“ der Musik- und Unterhaltungsshow Immer wieder sonntags teil, wo sie von den Zuschauern per Telefonabstimmung siebenmal in Folge in die nächste Sendung gewählt wurden.
Am 5. September 2014 veröffentlichten sie ihr Debütalbum Zwei Herzen. Die ausgekoppelte Single Zwei Herzen – ein Lachen war bereits am 4. Juli 2014 digital veröffentlicht worden.
2016 veröffentlichten sie ihr zweites Album Glücksbringer, das für eine Woche Platz 69 der deutschen Albumcharts erreichte, und absolvierten eine Tournee mit Stefan Mross und der Sendung Immer wieder sonntags.
Neben ihrer musikalischen Karriere absolvierten die Schwestern ein duales Studium der Rechtswissenschaften zum Bachelor of Laws. Sie arbeiten für die Stadtverwaltungen von Gronau bzw. Steinfurt.

## Diskografie
Alben
- Zwei Herzen, Telamonte (2014)
- Glücksbringer, Telamo (2016)[9]

Singles
- Zwei Herzen – ein Lachen (2014)